# Омурканова, Мыскал
Мыскал Омурканова (кирг. Мыскал Өмүрканова ; 1915, киштак Баш-Кууганды (ныне Жумгальского района Нарынской области Кыргызстана) — 25 декабря 1976, Бишкек) — киргизская советская народная певица, исполнительница фольклорных и авторских песен, Народная артистка Киргизской ССР (1954).

## Биография
С молодости выступала в колхозно-совхозном театре родного села Чаек, аккомпанируя себе на комузе. В 1936 г. получила первую премию на Всекиргизской олимпиаде народного творчества. С 1940 — артистка Нарынского областного музыкально-драматического театра.
В годы Великой Отечественной войны М. Омурканова выступала в тылу и на фронте в составе концертной бригады под руководством акына О. Болебалаева.
В 1941 г. была приглашена солисткой в Киргизскую государственную филармонию, где работала до 1961 г.
С большим успехом певица выступила на второй Декаде киргизского искусства в Москве (1958), её исполнение песни Б. Эгинчиева «Алымкан» на стихи Токтогула получило восторженные оценки в прессе.
Автор нескольких собственных песен — «Акбермет» (женское имя), «От всего сердца» («Журегумден»), «Колхозница» («Колхоздогу курбума»), «Куйген колхозника» («Колхозчунун куйгену») и др.
Обладала густым, бархатным, уникальным по тембру, диапазону и силе голосом. Комузом владела настолько, что свободно и выразительно себе аккомпанировала.
В 1955—1959 г. избиралась депутатом Верховного Совета Киргизской ССР.

## Награды
- орден Ленина (01.11.1958)
- орден Трудового Красного Знамени (дважды)
- медали СССР.
- Народная артистка Киргизской ССР (1954)